# جورج إي. برونر
جورج إي. برونر (بالإنجليزية: George E. Brunner)‏ هو سياسي أمريكي، ولد في 12 يناير 1896، وتوفي في 8 فبراير 1975. حزبياً، نشط في الحزب الديمقراطي.